# JXTA
JXTA (ジャクスタ) は、Sunがオープンソースで推進するPeer-to-Peer基盤。

## ライセンス
オープンソースかつ自由ソフトウェアであるが、コピーレフトではない。ライセンスは、Apacheソフトウェア・ライセンス1.1 を基本に作られたJIXAソフトウェア・ライセンスである。Apacheソフトウェアライセンスと同じ働きで、若干の違いとして、JXTAプロジェクトの名前と、オリジナルの貢献者の名前がサン・マイクロシステムズになっている。
また、Apacheソフトウェア・ライセンスはオリジナルのBSDライセンスを基本に作られている。このライセンスは自由ソフトウェアであるが、GNU GPLとは矛盾するライセンス。なお、現在使われている新しいBSDライセンスはGNU GPLと矛盾しない。